# حیات وحش زامبیا
حیات وحش زامبیا متشکل از گیاگان و زیاگان این کشور است. تراکم جمعیت نسبتاً پایین زامبیا و شبکه گسترده پارک‌های ملی بدین معناست که فضای توسعه‌نیافته فراوانی برای حیات وحش در آنجا وجود دارد. در پارک‌های ملی این کشور پستاندارانی همچون گاومیش، پلنگ، شیر، اسب آبی، فیل و زرافه یافت می‌شوند.
عقاب دریایی آفریقایی حیوان ملی رسمی این کشور است. زامبیا کشور فقیری است و دست کم پنج مورد از پارک‌های ملی آن دیگر پناهگاهی برای حیات وحشش نیستند؛ زیرا توان حفظ آن‌ها را نداشتند. این باعث شده که وضعیت گونه‌های در خطر این کشور از جمله شیر و فیل بیشه آفریقایی بیش از پیش مخاطره‌آمیز شود.